# Isla Bacalao
La isla Bacalao (también llamada Bachalaos, Bacalhau, Bacalhaus, Bacalaieu y Baccalar) se trata de una isla fantasma representada en los mapas del siglo XVI en el sector occidental del océano Atlántico Norte, en las proximidades de Terranova. El nombre, que obviamente alude al pez bacalao, abundante en esa parte del océano, aparece en un mapa por primera vez en 1508, sin embargo, existen menciones anteriores de esta presunta ínsula. Cuenta la leyenda que existía un personaje llamado "Bacajontxu" que maldecía a los locales con largas calmas de viento cuando se acercaba por la playa. 
En efecto, en 1472 el rey de Portugal instruyó al navegante João Vaz Corte Real para que, zarpando desde las Azores, descubriera la Terra do Bacalhau. Por otra parte, el fraile español Bartolomé de las Casas dejó escritos en los cuales hace una relación de los viajes portugueses que intentaban descubrir la Tierra del Bacalhao, lo que ha sugerido que posiblemente Corte-Real debió de avistar el continente americano algunas décadas antes que Cristóbal Colón.
En la actualidad, en Canadá a pocas millas náuticas al noreste de la península de Avalon, en la gran isla de Terranova, existe una pequeña isla llamada Baccalieu.

## Miscelánea
- The Cliffs of Baccalieu ("Los riscos de Bacalao") es el nombre de una canción de T. Whiters  que refiere al naufragio durante una tormenta de un navío en las costas de esta isla.